# De drie gratiën (Rubens, 1620-1623)

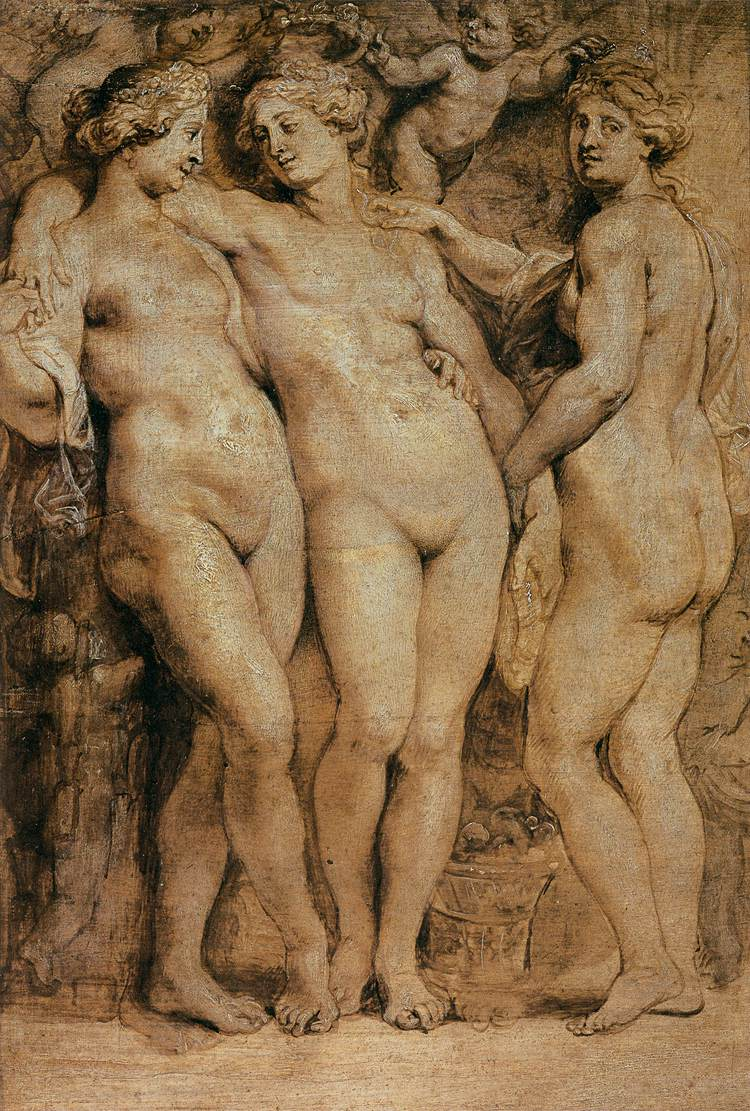
De drie gratiën

De Drie Gratiën is een grisaille schilderij van de beroemde schilder Peter Paul Rubens, gemaakt met olieverf op paneel. Het werk meet 46,4 x 34,5 cm en is te situeren de periode 1620-1623. Het is te vinden in de Galleria Palatina van het Palazzo Pitti in Firenze. 
De Gratiën of Charites werden gezien als de begeleidsters van de liefdesgodin Venus. Men neemt aan dat zij de verpersoonlijkingen zijn van de schoonheid (Aglaea), de vreugde (Euphrosyne) en het bloeiend geluk (Thalia). Zij zijn een bron voor inspiratie geweest voor vele kunstenaars. In de 7e eeuw v.Chr. schreef de Griekse Hesiodus hoe de Gratiën als groep optreden. In de kunst worden ze veelal voorgesteld als een harmonische en symmetrisch geordende groep van drie elkaar omarmende naakte vrouwen. 
In het werk van Rubens worden de vrouwen door twee putti gekroond. Een derde putto zet op de grond een korf met bloemen. Links onderaan is Cupido, de zoon van Venus, te bemerken.
Dit is niet het enige keer dat Rubens de Drie Gratiën afbeeldde. Op De Opvoeding van Maria De’ Medici uit de Medici-cyclus van 1621-1625 komt sterk overeen met dit werk. Zijn bekendste versie is terug te vinden in het Prado te Madrid.
De transfiguratie (1604-05) · Portret van de kunstenaar en zijn vrouw in een prieel van kamperfoelie (1609) · Kruisoprichting (1610) · Kruisafneming (1611) · De verrijzenis van Christus (1611-12) · De vier filosofen (1611-1612) · Het verschijnen van de Heilige Geest aan de Heilige Teresa van Avila (1612-14) · De ontdekking van Romulus en Remus (circa 1613) · De Rockoxtriptiek (1613-15) · De onthoofding van de heilige Catharina van Alexandrië (circa 1615) · Kruisafneming (1616-17) · Oude vrouw en jongen met kaarsen (1616-1617) · Medusa (ca. 1617) · Het aardse paradijs met de zondeval van Adam en Eva (ca. 1617) · De verloren zoon (1618) · De heilige Maria Magdalena in extase (1619-20)· De drie gratiën (1620-23) · Diana en haar nimfen maken zich klaar voor de jacht (1623-24) · Bekering van de H. Bavo (1623-24) · Heilige Rochus door Christus aangesteld tot patroon van de pestlijders (1623-26) · Aanbidding der Koningen (1624) · Portret van Matthaeus Yrsselius (circa 1624) · Tenhemelopneming van Maria (1625-26) · Portret van Anna van Oostenrijk (1625-26) · Angelica en de kluizenaar (1626-28) · De ontvoering van Europa (1628-29) · Laatste Avondmaal (1631-32) · Franciscus van Assisi ontvangt de stigmata (1633) · De roof van de Sabijnse maagden (1634-36) · Dans van dorpelingen en mythische figuren (1635) · Herfstlandschap met uitzicht op het Steen (1636) · De hond van Hercules ontdekt het purper (ca. 1636) · Saturnus verslindt een zoon (ca. 1636-37) · Het pelsken (ca. 1636-38)